# ゼラチンアレルギー

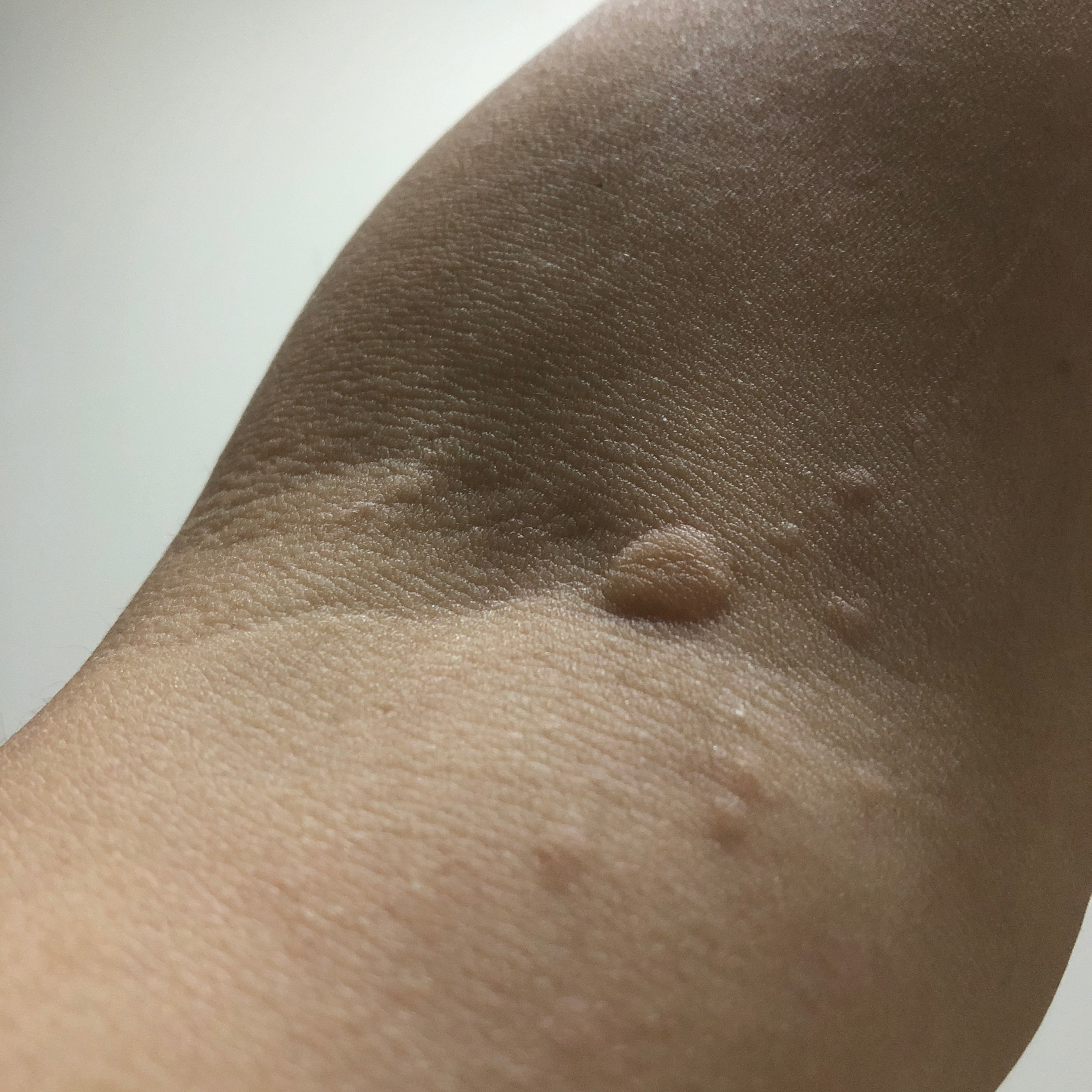
ゼラチンパウダーを使用した和菓子の喫食後、腕に発現した蕁麻疹

ゼラチンアレルギーとは、ゼラチンをアレルギー源として発症する食物アレルギーの一種。

## 概要
ゼラチンアレルギーとは、様々なものに含まれるゼラチンという物質がもとでアレルギー症状を起こすアレルギーの一種。

世界の100万人に約30人しかいないとされる非常に稀有なアレルギー。

食物に混入しているゼラチンは胃で低アレルギー化するため、ゼラチンアレルギー患者でも重度な症状を起こすことは稀である。

しかし、注射液の安定剤などにもゼラチンが含まれているため、注射などで体内に直接入ってくるゼラチンは低アレルギー化されないために重度になる可能性がある。

ひどくなると、呼吸困難などを引き起こし死に至る場合がある。

## 予防接種によるゼラチンアレルギー被害
1994年ゼラチンを含有する3種混合ワクチン接種にともない、アナフィラキシー症状を示す患者が見つかり、ゼラチンに対するIgE抗体が見いだされた。ワクチン接種によるゼラチンアレルギーの発症が多く見られたのは日本に限られている。これは、1989年より接種を3ヶ月～24ヶ月齢に前倒ししたため、感化された乳児の一部がその後のワクチンによりアレルギーが発症したとみられている。阪口らの調査によると、1994～1996年にかけてその患者数は、接種者 百万人あたり麻疹ワクチンでは6.84例、風疹ワクチン7.31例、おたふく風邪ワクチン4.36例、水痘ワクチン10.3例だった。ゼラチンアレルギー対策として、1996年までに、３種混合ワクチンからゼラチンを除く措置を行ない、その後被害は報告されていない。しかし、1987年～1996年生まれのゼラチンアレルギー体質を持つものが、日本国内ではある年齢層で存在するようになり一説では患者数は約200余名とも言われる。

## アレルギー発症物質
ゼラチンが混入しているもの　(例)グミ、ベーコン、マシュマロ、ゼリー、注射液安定剤など。

## 予防法
- ゼラチンの混入しているものは極力避ける。
- かつては小児に実施するワクチンにゼラチンが含まれるものがあったが、現在は我が国の定期接種のワクチンでゼラチンを含むものはない。